# Fragmentos (revista)
Fragmentos (ruso: Осколки) fue una revista rusa de humor, literatura y arte de carácter semanal, que fue publicada en San Petersburgo desde 1881 hasta 1916. 

## Historia
Desde 1881 a 1906 Fragmentos fue publicada por el popular escritor Nikolái Leykin. Desde 1906 a 1908 fue dirigida por el humorista Víktor Bilibin. Durante la década de 1880 Fragmentos era conocida como la revista más liberal de Rusia.  
Fragmentos jugó un papel importante en la temprana carrera de Anton Chéjov. Desde 1882 a 1887 Fragmentos publicó más de 270 de las obras de Chéjov, incluyendo la primera colección de sus Cuentos de Melpómene (1884).

## Colaboradores

### Poetas y escritores
- Aleksandr Amfiteátrov
- Antón Chéjov
- Vladímir Guiliarovski
- Piotr Gnedich
- Yevgueni Kohn
- Nikolái Leskov
- Konstantín Lydov
- Vladímir Mazurkevich
- Liodor Palmin
- Nikolái Pozniakov

### Artistas
- Aleksandr Afanásiev
- Aleksandr Lébedev
- Nikolái Chéjov

- Datos: Q2064585
- Multimedia: Oskolki / Q2064585